# Ворсті (Паюзі)
Во́рсті (ест. Vorsti küla) — село в Естонії, у волості Паюзі повіту Йиґевамаа.

## Населення
Чисельність населення на 31 грудня 2011 року становила 22 особи.

## Географія
Дістатися села можна автошляхом 170 (Пилтсамаа — Паюзі — Луйґе) на схід від села Паюзі.